# Теджано
Теджа̀но (на италиански: Teggiano) е градче и община в Южна Италия, провинция Салерно, регион Кампания. Разположено е на 162 m надморска височина. Населението на общината е 8232 души (към 2010 г.).